# Carl Thulin (filolog)
Carl Olof Thulin, född 1 april 1871 i Helsingborg, död 19 september 1921 i Göteborg, var en svensk filolog.
Carl Thulin var son till kyrkoherden Olof Thulin och Fredrika Augusta Jönsson samt bror till Gabriel och Josef Thulin. Efter mogenhetsexamen 1888 studerade han vid Lunds universitet och blev filosofie kandidat 1891, filosofie licentiat 1898 och filosofie doktor 1900. Han var 1899–1903 docent i latin vid Lunds universitet, 1903–1906 docent i klassisk filologi vid Göteborgs högskola, lektor i latin och grekiska i Luleå 1905–1909, lektor i latin och grekiska i Malmö 1909–1914 samt vid Göteborgs latinläroverk från 1914 till sin död. Thulin publicerade ett stort antal arbeten inom den klassiska filologin. En viktig insats gjorde han genom sina forskningar rörande etruskernas spådoms- och religionslära, bland annat Die etruskische Disciplin (1–3, Göteborgs högskolas årsskrift 1905–1909). Vidare märks kritiska studier till den romerska lantmäterilitteraturen, bland annat en avhandling om handskrifter av Corpus Agrimensorum Romanorum, publicerad i en bilaga till Preussiska vetenskapsakademiens handlingar 1911. Det blev aldrig tillfälle för honom att fullborda en utgåva av den skriftsamlingen. Första delen utkom dock i Leipzig 1913. Thulin tog 1901 initiativet till bildandet av Västra Sveriges folkbildningsförbund, där han var sekreterare 1901–1904 och vice ordförande 1904–1905.